# Апостольский викариат Самора-эн-Эквадора
Апостольский викариат Самора-эн-Эквадора (лат. Vicariatus Apostolicus Zamorensis in Aequatoria) — апостольский викариат Римско-католической церкви с центром в городе Самора в Эквадоре.

## Территория
Апостольский викариат включает в себя территорию провинции Самора-Чинчипе в Эквадоре. Кафедральный собор апостольского викариата находится в городе Самора. Территория викариата разделена на 20 приходов. Служат 26 священников (19 приходских и 7 монашествующих), 10 монахов, 50 монахинь.

## История
Апостольский викариат Самора был основан 17 февраля 1893 года римским папой Львом XIII на части территории апостольского викариата Напо. 22 февраля 1991 года он был переименован в апостольский викариат Самора-эн-Эквадора.

## Ординарии
- Луис Торра, O.F.M. (август 1892 — ?);
  - Антонио Мария Иссаси, O.F.M. (8.01.1922 — 23.09.1931 — апостольский администратор);
  - Хуан Гонсалес Медина, O.F.M. (12.01.1933 — 1940 — апостольский администратор);
  - Педро Регаладо Оньяте, O.F.M. (22.04.1941 — 10.11.1949 — апостольский администратор);
  - Мануэль Монкайо, O.F.M. (5.12.1949 — 28.02.1959 — апостольский администратор);
  - Хосе Франсиско Москера Баррейро, O.F.M. (16.03.1959 — 21.04.1964, назначен апостольским викарием — апостольский администратор);
- Хосе Франсиско Москера Баррейро, O.F.M. (21.4.1964 — 10.9.1982, в отставке);
- Серафин Луис Альберто Картахена-Оканья, O.F.M. (10.9.1982 — 1.2.2003, в отставке);
- Фаусто-Габриэль Травес-Травес, O.F.M. (1.2.2003 — 27.3.2008, назначен епископом Бабаойо);
- Уолтер Иегова Эрас Сегарра, O.F.M. (25.3.2009 — 31.10.2019, назначен епископом Лохи);
- Хайме Освальдо Кастильо Вильякресс (17.11.2020 — по настоящее время).